# برنامه بهبود خدمات
برنامه بهبود خدمات (SIP) یک برنامه ای بود، طی سالهای ۲۰۰۱–۲۰۰۹، که توسط کمیسیون رادیو و تلویزیون و ارتباطات کانادا (CRTC) موظف شد سطح مشخصی از خدمات اساسی تلفن را به همه کانادایی‌ها ارائه دهد، غیر از مواردی که انعطاف‌پذیر باشد. رسیدن به آن پرهزینه و غیر عملی است. این شرکتها برنامه‌ها را در اواسط دهه ۲۰۰۰–۲۰۰۹ و با قطع دسترسی مشتریان در سال ۲۰۰۷ یا ۲۰۰۸ تکمیل کردند (مشتریانی که در این برنامه عمل نکردند، اکنون باید هزینه‌های کل هزینه ارتقاء خدمات را تحمل کنند).

## اصل و نسب
فرایند منتهی به SIP در واقع منشأ آن با درخواستی در تاریخ ۱۵ اکتبر ۱۹۹۶ توسط Sprint Canada (متعلق به Call-Net) برای سفارش توسط CRTC به Northwestel برای اتصال به خدمات مسافت طولانی است. در تاریخ ۲۸ فوریه ۱۹۹۷، CRTC این درخواست را رد کرد، اما یک اقدام عمومی را برای تعیین اینکه آیا منطقه خدمات NorthwesTel باید دارای رقابت بین مسافت باشد، آغاز کرد.
در نتیجه دادرسی‌های عمومی در طول سال ۱۹۹۷ دربارهٔ این مسئله، برای CRTC آشکار شد که مکان‌هایی وجود دارد که سرویس تلفن خود را پایین‌تر می‌دانستند. CRTC اعلامیه عمومی ۹۷–۴۲، خدمات به مناطق با هزینه بالا را صادر کرد (PN 97-42). هدف این بود که جلسات دادرسی برای تعیین تعریف خدمات اساسی و تعیین مناطق با هزینه بالا برگزار شود.
CRTC در ماه‌های مه و ژوئن ۱۹۹۸ مشاوره‌های منطقه ای را درمورد مسائل مربوط به PN 97-42 در هشت مکان از وایتهورس، یوکان تا دریاچه گوزن، نیوفاند لند و لابرادور انجام داد و از طرف مردم، شرکتهای تلفنی و سازمانهای دیگر اظهار نظر و ارسال کرد. در برخی از مکان‌ها، کنفرانس‌های ویدئویی یا کنفرانس صوتی، جوامع دیگری را به رایزنی‌های منطقه تبدیل کردند.
در ۱۹ اکتبر ۱۹۹۹، CRTC تصمیم Telecom 99-16 را صادر کرد، خدمات اصلی را شامل ویژگی‌های امنیتی مانند Caller ID، اتصال شماره‌گیری محلی به اینترنت، دسترسی به خدمات از راه دور، از جمله موارد دیگر تعریف کرد. . CRTC همچنین دریافت که منطقه عملیاتی Northwestel کاملاً یک منطقه با هزینه بالا است و ممکن است بودجه تکمیلی برای بالا بردن سطح خدمات تلفن و حفظ آن سرویس در مقابل رقابت لازم باشد.
به بیشتر شرکتهای تلفن همراه حامل تبادلات محلی در کانادا دستور داده شد تا برنامه‌های بهسازی خدمات را ارائه دهند تا همه مشتریان خود را به هدف اصلی خدمات رسانده و خدمات را به مشتریان نا امن ارائه دهند. از جمله شرکت‌هایی که تحت تأثیر این دستور قرار گرفته‌اند شاملNorthwestel، Bell Canada، Telus , MTS of Manitoba , NewTel of Newfoundland , SaskTel of Saskatchewan و Telebec از کبک بودند.

## پیاده‌سازی
پروژه‌های تحت پوشش برنامه بهبود خدمات شامل ارتقاء مدارهای مسافت طولانی (اغلب خطوط مایکروویو منسوخ)، تعویض تجهیزات دفتر مرکزی (دوباره، اغلب منسوخ)، جایگزینی فناوری‌های خدمات تلفنی رادیویی متنوع با سرویس سیم یا خدمات بی‌سیم پیوند رادیویی ثابت قابلیت شماره‌گیری مستقیم، و گسترش خدمات به مشتریان غیرمستقیم، مجدداً با خدمات بی‌سیم یا سیم بی‌سیم یا اتصال رادیویی ثابت.
تقسیم هزینه یکی از ویژگی‌های برنامه بود. مشتری سودبخشی از هزینه‌ها را پرداخت می‌کند، معمولاً ۱۰۰۰ دلار اول معمولاً ۲۵۰۰۰ دلار اول. اگر هزینه برای خدمت به مشتری از ۲۵۰۰۰ دلار فراتر رود، مشتری معمولاً مسئولیت پرداخت ۱۰۰۰ دلار به علاوه هر هزینه ای را که بیش از ۲۵۰۰۰ دلار بود، پرداخت می‌کرد. چنین هزینه بالایی نادر بود و معمولاً فقط در جایی اتفاق می‌افتد که شرکت تلفن برای نصب سرویس‌های جدید رله مایکروویو برای سرویس دهی به مشتری نیاز داشته باشد.
شرکتهای تلفنی معمولاً با تمرکز بر روی بهبود خدمات به گروه‌های بزرگتر مشتریان، ابتدا در طی چندین سال، معمولاً بیش از چهار برنامه، مرحله را فاز کردند و در مرحله اول خدمات جدیدی را به گروه‌های بزرگتر از مشتریان نا امن ارائه دادند.
در مورد Northwestel، برنامه چهار ساله شامل توزیع پروژه در چهار حوزه قضایی منطقه عملیاتی شرکت بود: شمال بریتیش کلمبیا، یوکان، مناطق شمال غربی و نوناووت.
یکی از تأثیرات کوچک این برنامه، تعریف بهتر قلمروهای خدمات ILEC در مناطق روستایی است که قبلاً در آنها خدمت نشده بود. به عنوان مثال، Northwestel و Telus با وضوح بیشتری مرز خدمات بین Wonowon و Fort St. John، بریتیش کلمبیا را مشخص کردند.
منطقه فورت فیتزجرالد، آلبرتا به دلیل یک سفارش در سال ۲۰۰۳ به Northwestel منتقل شد، زیرا می‌توانست با هزینه بسیار کمتری نسبت به Telus توسط Northwestel تحویل داده شود. فورت فیتزجرالد با Telus یک مسئله جنجالی بود، زیرا Northwestel ادعا می‌کند که به آلبرتا خدمت نمی‌کند، در حالی که Telus اظهار داشت که Northwestel مشتریانی در آلبرتا داشت، احتمالاً قبل از فروختن آن در سال ۱۹۶۴ توسط شرکت تلفنی Fort Fort Smith خدمت کرده بود. از شمال غربی

### اجرای منطقه Northwestel
Northwestel موظف بود SIP خود را تا ۳۱ ژانویه ۲۰۰۰، یک سال قبل از شرکت سایر شرکتها، ثبت کند.
این طرح عمدتاً شامل جایگزینی تجهیزات در صرافی‌ها و در شبکه‌های مسافتی بود. این تجهیزات عمدتاً از کارخانه قطع شده یا دیگر پشتیبانی نمی‌شدند، اما این تجهیزات همچنان پاسخگوی نیاز عملیاتی شرکت بودند. بخش اعظم این تجهیزات در مسیرها و در جوامعی بود که فعالیت اقتصادی درآمد لازم برای تعویض تجهیزات را ایجاد نمی‌کرد، بدون آنکه وام را در مدت زمان بسیار طولانی ببرد. این امر به این معنا بود که نمی‌توان یک پرونده بازار برای به دست آوردن تأیید سهامدار (بل کانادا) برای صرف بودجه محدود سرمایه برای جایگزینی آن با تجهیزات مدرن ایجاد کرد.
هزینه اولیه برنامه ریزی شده ۷۶ میلیون دلار بوده‌است. CRTC این برنامه را به ۶۷ میلیون دلار کاهش داد، طرحی را برای دسترسی به اینترنت با شماره‌گیری محلی در جوامع کوچک از بین برد، و همچنین حذف Caller ID را به عنوان بخشی از هدف اصلی خدمات در منطقه عملیاتی Northwestel حذف کرد. بسیاری از مبادلات موجود نمی‌توانند از Caller ID پشتیبانی کنند، اما تنها دلیل جایگزینی آنها ارائه این ویژگی است، بنابراین، CRTC حکم داد که هزینه خیلی زیاد است.
در سال ۲۰۰۳، با این حال، در خواست شرکت، CRTC موضوع دسترسی محلی به اینترنت را بررسی کرد، دریافت که سایر ارائه دهندگان خدمات اینترنتی خدمات خود را برای جوامع فاقد امنیت گسترش داده‌اند، و به Northwestel اجازه داده‌است تا تحت برنامه SIP، این سرویس را ارائه دهد. هر جامعه کوچکی که قبلاً ارائه دهنده محلی نداشته باشد.
تلاش در سال 2002 – ۲۰۰۳ برای تحت پوشش قرار دادن Caller ID تحت برنامه، در پاسخ به خواسته‌های جامعه برای ویژگی‌های ایمنی آن، نیز رد شد. با این حال، چهار انجمن نسبتاً بزرگ مجاز به پرداخت هزینه‌های این برنامه بودند، زیرا CRTC تصمیم گرفت شرایط بازار در این چهار مکان مطلوب باشد.
یکی از عناصر اصلی برنامه SIP برای Northwestel ارائه خدمات جدید و بهتر به اماکن مشتری بود. تعداد زیادی از مناطق روستایی خدمات تلفنی نداشته و تعداد معدود مشتری در آن واحدهای دارای سرویس دارای نوعی خدمات بی‌سیم، تلفن همراه در صورت امکان، خدمات دستی دستی تلفن رادیویی در جاهای دیگر بودند. برخی از مشتریان به دلیل قرار گرفتن در خلیج با تپه به سمت جنوب، نتوانستند از خدمات بی‌سیم و حتی تلفن‌های ماهواره ای استفاده کنند.
برنامه SIP بر ارائه خطوط ارتباطی، در صورت امکان، برای این مناطق متمرکز شده‌است. با توجه به اینکه این برنامه این نیازها را برآورده می‌کند، مشتریان فعلی که توسط خدمات خط مهمانی یا خطوط خصوصی با دسترسی طولانی به دفتر مرکزی خدمت می‌شوند، در آینده به روز می‌شوند. (چنین خطوط دراز مدت بر روی خط ایجاد شده توسط آمپلی فایرها نتیجه مطبوع داشت. آنها همچنین به دلیل ضعف سیگنال سرعت فکس / مودم کم داشتند) سرانجام، خدمات جداگانه ای به مشتریان جدا شده‌ای که نیاز به خدمات پیوند رادیویی ثابت دارند، ارائه می‌شوند.
هر سه جنبه — تعویض مبادله، بهبود مسیر در مسافت طولانی و اتصالات محل مشتری — در مرحله چهار ساله برنامه سال برنامه ریزی ۲۰۰۱ تا سال برنامه ریزی ۲۰۰۴ توزیع شده‌است. کار تا سال ۲۰۰۷ ادامه یافت.